# Klemen Lavrič
Klemen Lavrič (* 12. červen 1981) je bývalý slovinský fotbalista.

## Reprezentační kariéra
Klemen Lavrič odehrál za slovinský národní tým v letech 2004–2008 celkem 25 reprezentačních utkání a vstřelil v nich 6 gólů.

## Statistiky
| Slovinsko | Slovinsko | Slovinsko |
| Roky      | Záp.      | Góly      |
| --------- | --------- | --------- |
| 2004      | 3         | 0         |
| 2005      | 4         | 1         |
| 2006      | 6         | 1         |
| 2007      | 11        | 4         |
| 2008      | 1         | 0         |
| Celkem    | 25        | 6         |